# Stanisław Wróbel (1863–1955)
Stanisław Wróbel (ur. 1863, zm. 1955) – polski rolnik, Sprawiedliwy wśród Narodów Świata.

## Życiorys
W czasie okupacji niemieckiej mieszkał we wsi Wola Załężna w okolicach Opoczna. Wspólnie z żoną Karoliną Wróbel prowadził dwuhektarowe gospodarstwo rolne. Pomagał mu w tym syn Stanisław Wróbel oraz mieszkająca w tym samym domu siostra jego żony, Rozalia Dulnikiewicz. Oprócz tego zatrudniał się w pracach rolnych u innych gospodarzy. Po zlikwidowaniu przez Niemców opoczyńskiego getta 22 listopada 1942 r. Wróbel przyjął pod swój dach znajomych żydowskich uciekinierów z getta: Jakuba i Sarę Frankielów z sześcioletnim synem Herszlem oraz siostrę Sary, Belę Rozenberg. Początkową kryjówką był strych domu, jednak, ze względu na jej niskie bezpieczeństwo, czwórkę przeniesiono do wykopanego pod podłogą domu dołu. Po miesiącu nową kryjówką stał się dół wykopany pod podłogą obory. Końcowym miejscem ukrywania Żydów był podziemny schron przy stodole, gdzie przebywali oni pod opieką rodziny Wróblów do wyzwolenia regionu przez Armię Czerwoną 18 stycznia 1945 r.
16 maja 1989 r. został uznany przez Jad Waszem za Sprawiedliwego wśród Narodów Świata. Wspólnie z nią uhonorowano jego żonę Karolinę Wróbel oraz syna Stanisława Wróbla. 11 września 1994 r. uhonorowano Rozalię Dulnikiewicz.